# کادینا کاکس

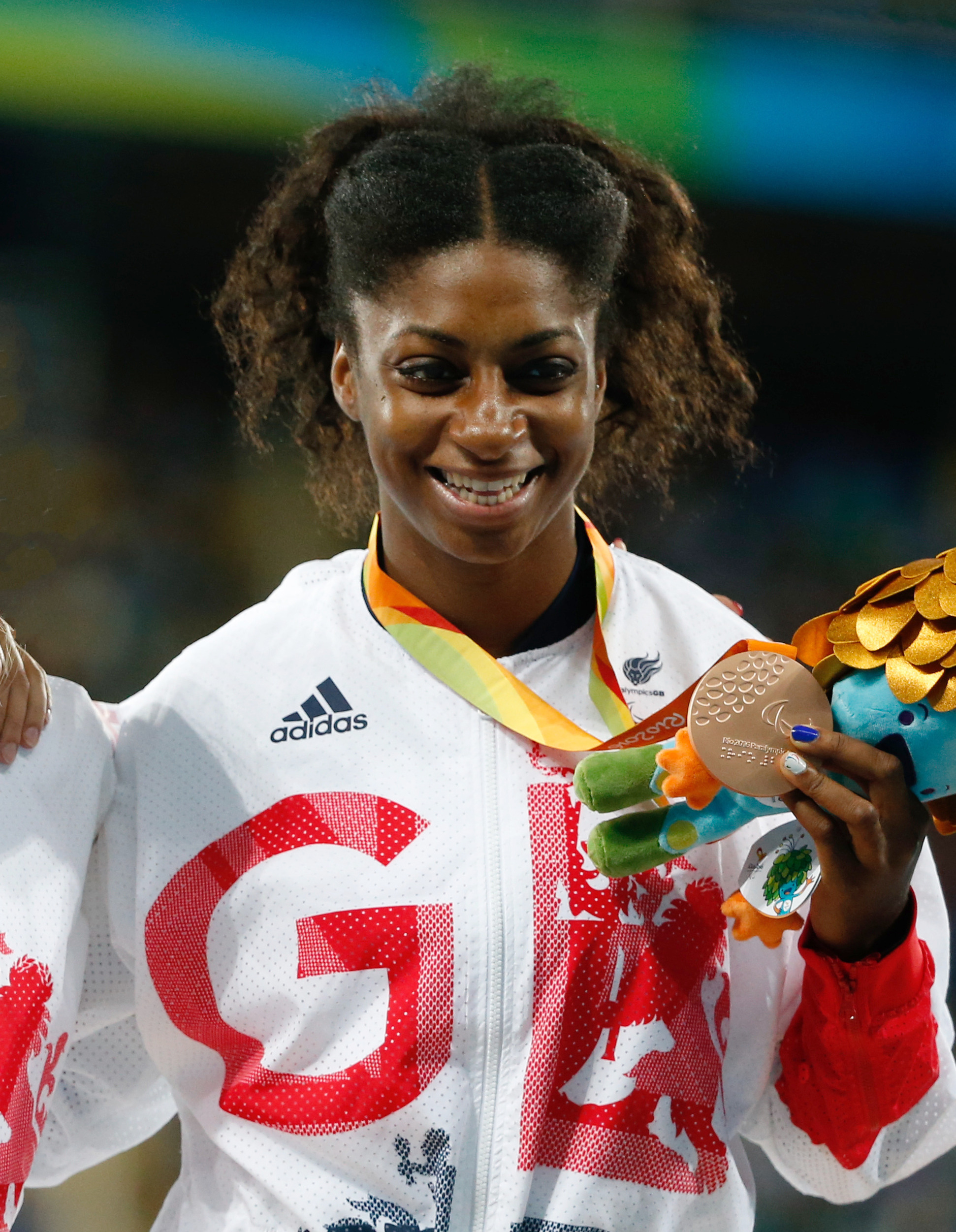
۲۰۱۶ المپیک ریو (برازیل)

کادینا کاکس (زاده ۱۰ مارس ۱۹۹۱) یک پارا ورزشکار است که در مسابقات دو سرعت پارا دو و میدانی تی۳۸ و پارا دوچرخه سواری سی۴ و مجری تلویزیون بریتانیا شرکت می‌کند. او بخشی از مسابقات جهانی دو و میدانی آی‌پی‌سی ۲۰۱۵ و مسابقات جهانی پیست پارا دوچرخه سواری یوسی‌آی در سال ۲۰۱۶ بود که در آن به ترتیب در تایم تریل تی۳۷ ۱۰۰ متر و سی۴ ۵۰۰ متر عناوین جهانی را به دست آورد.
او که در پارالمپیک تابستانی ۲۰۱۶ برای بریتانیا شرکت کرد، هم در دو و میدانی و هم در دوچرخه‌سواری، مدال برنز دوی ۱۰۰ متر تی۳۸ زنان را به دست آورد، قبل از کسب مدال طلا در تایم تریل دوچرخه‌سواری سی۴-۵ زنان، و یک طلا دیگر در دوی ۱۰۰ متر تی۳۸، تبدیل شدن به اولین پارالمپیک بریتانیایی که در مسابقات چند رشته ورزشی در همان بازی‌ها مدال طلا را از زمان ایزابل بار در پارالمپیک تابستانی ۱۹۸۴ کسب کرد.
در سال ۲۰۲۱ او به عنوان یک شرکت کننده در برنامه من یک سلبریتی هستم… مرا از اینجا بیرون کن! در آی‌تی‌وی ظاهر شد. در سپتامبر ۲۰۲۱، کاکس برنده شانزدهمین سری از سلبریتی مسترشف بی‌بی‌سی بود.

## اوایل زندگی و زندگی شخصی
کاکس در ۱۰ مارس ۱۹۹۱ در لیدز، یورک‌شر غربی، انگلستان از والدین جامائیکایی که به بریتانیا مهاجرت کرده بودند به دنیا آمد. اولین مدرسه او، دبستان براکن اج در چپل تاون، لیدز بود. او قبل از رفتن به دانشگاه متروپولیتن منچستر در دبیرستان وتربی رفت و در آنجا فیزیوتراپی خواند.

## حرفه ورزشی

### به عنوان یک ورزشکار توانمند
کاکس در سن ۱۵ سالگی پس از اینکه مربی هاکی او به او پیشنهاد کرد این ورزش را امتحان کند، شروع به دویدن به صورت رقابتی کرد. در طول سه سال بعد، او در مسابقات منطقه ای زیر ۱۷ سال شرکت کرد و چندین بار در مسابقات ۱۰۰ متر به سکو رسید. در سال ۲۰۰۷، او ۶۰ متر و ۲۰۰ متر را به کارنامه خود اضافه کرد و در مسابقات زیر ۱۷ سال هم در مسابقات آزاد منچستر و هم در مسابقات دو و میدانی آزاد انگلیس در ۶۰ متر در همان سال برنز گرفت. تا سال ۲۰۰۹ کاکس در طول فصل دو و میدانی شرکت می‌کرد و بهترین‌های شخصی ۱۲٫۶۰ ثانیه در ۱۰۰ متر و ۲۵٫۵۸ ثانیه در ۲۰۰ متر را در مسابقات قهرمانی شهرستان یورکشایر و هامبرساید ثبت کرد. در سال ۲۰۱۲ کاکس وارد مسابقات ملی شد و در مسابقات قهرمانی بی‌یوسی‌اس که در پارک المپیک برگزار شد، بهترین شخصی جدید را در دوی ۲۰۰ متر به ثبت رساند که در نتیجه او مدال برنز گرفت. در سال ۲۰۱۳، او برای اولین بار سد ۱۲ دوم را در ۱۰۰ متر شکست و زمان ۱۱٫۹۷ را در مسابقات قهرمانی دو و میدانی شمال به ثبت رساند. او پس از آن بهترین رکورد شخصی ۱۱٫۹۳ ثانیه را برای ۱۰۰ متر در همان سال به دست آورد. کاکس علاوه بر دویدن، قبل از بیماریش برای یک جایگاه در تیم اسکلت بریتانیا رقابت می‌کرد.
در ۱۸ می ۲۰۱۴، کاکس وارد لوفبرو اینترنشنال شد: دو روز بعد پس از نشان دادن علائم عجیب و غریب به بیمارستان منتقل شد و تشخیص داده شد که دچار سکته مغزی شده است. پس از دو ماه فیزیوتراپی، او به حالت عادی بازگشت و دوباره تمرینات خود را آغاز کرد. سپس در ۱۵ سپتامبر ۲۰۱۴، او احساس سوزش در بازوی راست خود را تجربه کرد که طی چند روز بعد به بی‌حسی در بازو و پای راست او بدتر شد و او دوباره به دلیل ظن سکته به بیمارستان منتقل شد. پس از آزمایش‌ها گسترده، تشخیص داده شد که او مبتلا به مالتیپل اسکلروزیس است.

### به عنوان دونده پاراسپرت
کاکس با هدف انجام بازی‌های پارالمپیک تابستانی ۲۰۱۶ در ریو، هم به عنوان یک ورزشکار دوومیدانی تی۳۷ طبقه‌بندی شد تا به حرفه سرعت خود ادامه دهد و هم یک دوچرخه‌سوار سی2.
یک ماه بعد، کاکس برای تیم دو و میدانی بریتانیا انتخاب شد تا در مسابقات جهانی دو و میدانی آی‌پی‌سی ۲۰۱۵ در دوحه شرکت کند، جایی که او وارد دوی ۱۰۰ متر و ۲۰۰ متر تی۳۷ شد. در گرمای منتهی به فینال دوی ۱۰۰ متر، کاکس زمان ۱۳٫۵۹ ثانیه را ثبت کرد تا رکورد جهانی مندی فرانسوا-الی فرانسوی را شکست دهد. بعداً در همان روز او در فینال ۱۰۰ متر تی۳۷ دوید و مدال طلا را در زمان ۱۳:۶۰ به دست آورد و هم تیمی اش جورجینا هرمیتاژ را شکست داد و به مقام دوم رسید. آخرین رویداد او در مسابقات قهرمانی، دوی ۲۰۰ متر تی۳۷، پس از اینکه یک دقیقه ثبت نام را از دست داد و از مسابقه محروم شد، با جنجال به پایان رسید.
در ژوئن ۲۰۱۶، پس از کسب جایگاهی در پارالمپیک تابستانی ۲۰۱۶ به عنوان ورزشکار تی۳۷، کاکس به عنوان ورزشکار دسته تی۳۸، یک رده‌بندی برای ورزشکاران کم معلولیت، مجدداً طبقه‌بندی شد. این امر امید او را برای مسابقه در ریو به خطر انداخت زیرا بریتانیا دو ورزشکار دیگر به نام‌های سوفی هان و اولیویا برین را که زمان‌های سریع‌تری را به عنوان دونده‌های تی۳۸ ثبت کرده بودند به میدان فرستاده بود. علیرغم تغییر رده‌بندی، کاکس برای پارالمپیک ریو در ژوئیه ۲۰۱۶ انتخاب شد. در بازی‌ها او در تی۳۸ ۱۰۰ متر طلا، یک نقره در تی۳۵-۳۸ ۴ × ۱۰۰ متر امدادی و یک برنز در تی۳۸ ۱۰۰ متر گرفت. او همچنین رکورد جهانی جدید ۱:۰۰٫۷۱ را برای کسب مدال طلا در تی۳۸ ۱۰۰ متر به ثبت رساند. کاکس متعاقباً در مراسم اختتامیه به عنوان پرچمدار تیم بریتانیا انتخاب شد.
کاکس که اواخر به تیم بریتانیا اضافه شد، در مسابقات دوی ۱۰۰ متر تی۳۸ در بازی‌های پارالمپیک تابستانی ۲۰۲۰ در توکیو شرکت کرد. او با زمان ۱:۰۱٫۱۶ که بهترین فصل او بود، چهارم شد.

### به عنوان یک پارا دوچرخه سوار
در سپتامبر ۲۰۱۵، کاکس وارد مسابقات قهرمانی ملی پیست بریتانیا شد، جایی که او مدال طلا را در تایم تریل ترکیبی دو سرعت  سی۱-۵ گرفت.
در مارس ۲۰۱۶، کاکس نماینده بریتانیا در مسابقات جهانی پیست پارا دوچرخه سواری یوسی‌آی در مونتیچیاری بود. علیرغم اینکه یک روز قبل از مسابقه دوباره به عنوان دوچرخه سوار سی۴ طبقه‌بندی شد، او همچنان در تایم تریل ۵۰۰ متر با رکورد جهانی ۳۷٫۴۵۶ ثانیه طلا گرفت. در ۱ اوت، کاکس در تیم بریتانیای کبیر برای شرکت در پارالمپیک ریو با پتانسیل رقابت در تایم تریل ۵۰۰ متر (سی۴/سی۵) و مسابقه جاده (سی۴/سی۵) انتخاب شد. کاکس در پارالمپیک ۲۰۱۶ در تایم تریل ۵۰۰ متر طلا گرفت: زمان ۳۴٫۵۹۸ ثانیه او همچنین یک رکورد جهانی جدید ثبت کرد. در بازی‌های پارالمپیک توکیو با تأخیر، کاکس از عنوان خود در تایم تریل دفاع کرد و بار دیگر با رکورد جهانی ۳۴٫۸۱۲ ثانیه طلا گرفت.

## جوایز و افتخارات
کاکس در جشنواره افتخارات سال نو ۲۰۱۷ برای خدمات به دو و میدانی و افسر والامقام امپراتوری بریتانیا در جشنواره افتخارات سال نو ۲۰۲۲ به خاطر خدمات به دو و میدانی و دوچرخه سواری منصوب شد.
در مارس ۲۰۱۷، کاکس در مراسم جوایز ورزشی تنوع قومیتی بریتانیایی لایکاموبایل که در هیلتون لندن در پارک لین برگزار شد، جایزه بهترین ورزشکار سال را به نام اسپورتینگ ایکوآلز دریافت کرد.
در ۵ ژوئن ۲۰۲۲، کاکس، با دوچرخه سواری در کنار کریس هوی، بخش «زمان زندگی ما» را در مسابقه جوبیلی پلاتینیوم رهبری کرد.